# Pieter Franciscus Dierckx
Pour les articles homonymes, voir Dierckx.
Pieter Franciscus Dierckx, né à Anvers le 7 février 1871 et mort à Anvers le 4 septembre 1950, est un peintre belge.

## Biographie

### Études
Pieter Franciscus Dierckx fait ses études à l’académie des beaux-arts d'Anvers et à l’Institut supérieur à Anvers. Parmi ses professeurs figuraient notamment Julien De Vriendt, son frère Albrecht De Vriendt et Charles Verlat.

### Vie et œuvre
Il était membre du cercle artistique anversois « De Scalden ». En septembre 1896, il est nommé directeur à l’Académie de dessin à Tamise (en néerlandais Temse) et, en même temps, il devient responsable pour la classe de dessin. Il modernise l’école et en élève le niveau. Pieter Dierckx passe pour un des directeurs les plus importants dans l’histoire de l’Académie de Tamise.
Comme aquafortiste et auteur graphique, il met ses talents à la disposition des organisations sociales (affiches, en-têtes, …). Ainsi, il illustre le « Studentenliederboek » (recueil de chansons d’étudiants - 1899) de Karel Heyndrickx. En 1910, il illustre quelques livres de Lodewijk Scheltjens (1861 – 1946), écrivain de contes pour enfants.
Il obtient en 1895 une médaille de 3e classe au Salon des artistes français puis une médaille de 2e classe en 1902, année où il passe en hors concours. Il remporte aussi une médaille de bronze à l'Exposition universelle de 1900.
En 1912, il coopère à la réalisation du cortège historique à Rupelmonde à l’occasion du 400e anniversaire de la naissance de Mercator.
Pendant la Première Guerre mondiale, il peint la vie rurale à Tamise qu’on retrouve dans les œuvres suivantes : Les éplucheurs de pommes de terre au maison de repos, Le repas sobre, La distribution de la soupe, L’Écorcement de l'osier, La dentellière, Le sabotier, Le vannier, Le petit quai (1917), La ferme brûlée, La garde barrière, La famille du tisserand, Le rouet, , etc.
La plupart de ses œuvres représentent des paysages. Les vues de forêts y prennent une place prépondérante. Faisant partie de l’école néo-impressionniste, la lumière joue un rôle très important dans ses œuvres.
Il est aussi attiré par le genre historique. Sur la recommandation de Franz Courtens, qui avait une grande estime pour l’œuvre de Pieter Dierckx, il est chargé de peindre deux tableaux historiques pour la salle de conseil de la ville de Lokeren. L’un représente Charles Quint qui remet, en 1555, aux députés de la ville de Lokeren la charte permettant d’organiser un marché hebdomadaire. L’autre nous montre l’installation de la guilde Saint Sébastien par Albert et Isabelle en 1613. Il s’agit de grands tableaux qui confirment la gloire de l’école Leys et qui, en plus, montrent que Pieter Dierckx peut évoquer d’une manière magistrale les scènes historiques.
En mai 1919, il retourne à Anvers où il commence un atelier de peinture. Le tableau La Prédication de Saint Willibrord au bord de l'Escaut mesurant plus de 5 mètres de largeur, confirme, une fois de plus, son talent de peintre historique. Cette œuvre se trouve à l’église du Sacré Cœur à Anvers, Lange Beeldekensstraat 18.
Les œuvres La Ronde matinale des Sylphides et Orphée, le chanteur mélodieux de Trace (1942) représentent des thèmes mythologiques. 
Depuis 1952, l’Académie de dessin à Tamise remet un prix biennal « Prix de Peinture Pieter Dierckx ».
En 1986, la commune de Tamise a donné à une nouvelle rue le nom de Pieter Dierckx.

## Expositions
- 1986 : « Douzième Exposition du cercle artistique « Eigen Vorming » à Borgerhout (Anvers).
- 6 juin 1897 : « Première Exposition des « De Scalden » » à Anvers.
- 25 mars 1900 : « Troisième Exposition des Arts Monumentales, Décoratives et Appliquées des « De Scalden » à Anvers, salle Verlat.
- 1924 : Anvers, salle « Loquet ».
- 30 novembre 1925 : Anvers, salle « Jordaens », Korte Klarenstraat.
- Février 1977 : à la maison communale de Tamise, à l’occasion du bicentenaire de l’Académie de dessin.
- Du 24 juin 2006 jusqu’au 13 août 2006 : rétrospective au musée communal de Tamise.

## Salons
- Anvers : 1901, 1904, 1908, 1911.
- Bruxelles : 1903.
- Liège : 1909.
- Gand : 1913.
- Budapest, Munich, Florence (1907 –1908), Paris.
- « Exposition Triennale de 1911 » à la Salle de Fêtes et d’Expositions Place de Meir à Anvers.
- « Deuxième Salon – décembre », organisé par la « Fédération Nationale des Artistes – Peintres et Sculpteurs de Belgique ».